# Château de Mulgrave
Le château de Mulgrave désigne trois édifices qui s'élevèrent sur le même lieu, près de Whitby dans le Yorkshire du Nord en Angleterre, à trois époques différentes.

## Premier édifice
Le premier bâtiment aurait été construit par Vade, un géant, selon la légende et chef de la province suédoise de Hälsingland, qui construisit plusieurs fortins dans le Yorkshire.

## Deuxième édifice
Selon le Domesday Book, le livre du Jugement Dernier, qui est l'enregistrement du grand inventaire de l'Angleterre qui fut achevé en 1086 pour Guillaume le Conquérant, un an avant sa mort, c'est Nigel Fossard qui fit édifier le château de Mulgrave et devint en 1086, le premier baron de Mulgrave. 
Le château de Mulgrave fut le fief de la lignée des Fossard, puis en 1197, le sénéchal de l'Anjou et shérif du Surrey, Robert de Turnham se marie avec Jeanne Fossard, fille du baron de Mulgrave, Guillaume Fossard. Ils auront une fille, Isabelle qui se mariera avec un proche de la Cour de Jean sans Terre, Pierre de Mauley, seigneur du Poitou. 
À partir de ce moment, le château passa aux mains des Mauley, barons de Mulgrave. Pierre de Mauley renforça la structure du château.
Le château est construit à un point où la crête s'élargit en une plate-forme en terrasse polygonale qui mesure 90 mètres orientée est-ouest par 70 mètres orientée nord-sud. Le niveau du sol intérieur du château est de 7,2 mètres plus élevé que celui de l'extérieur. Au fil des ans, de nombreux contreforts ont été ajoutés à l'enceinte pour les renforcer contre l'effondrement vers l'extérieur. 
Durant la Première Révolution anglaise, en 1647, le château fut détruit par les Cavaliers des troupes de cavalerie des Royalist fidèles au roi Charles Ier d'Angleterre sur ordre du Parlement de Londres.

## Troisième édifice
Le dernier et actuel édifice est le manoir édifié pour Catherine Sedley, comtesse de Dorchester et comtesse de Portmore, fille de sir Charles Sedley, 5e baronnet, qui fut la maîtresse du roi Jacques II d'Angleterre à la fois avant et après son accession au trône.